# A na morzu spokój
A na morzu spokój (fr. La mer à l'aube) – francusko-niemiecki dramat wojenny z 2011 roku w reżyserii Volkera Schlöndorffa. Zdjęcia kręcono w Nantes i w Paryżu.

## Opis fabuły
Rok 1941. W odwecie za zamach na oficera Wehrmachtu ma zostać straconych 150 Francuzów. Jeden z nich, 17-letni komunista Guy Môquet, przed egzekucją pisze pożegnalny list do swoich bliskich. Po latach staje się on lekturą obowiązkową we francuskich szkołach.

## Obsada
- Léo-Paul Salmain jako Guy Môquet
- Marc Barbé jako Jean-Pierre Timbaud
- Ulrich Matthes jako Ernst Jünger
- Jean-Marc Roulot jako Lucien Touya
- Sébastien Accart jako Bernard Lecornu
- Martin Loizillon jako Claude Lalet
- Philippe Résimont jako Désiré Granel
- Charlie Nelson jako Victor Renelle

i inni